# HIP 116454 b
HIP 116454 b est une planète extrasolaire (exoplanète) en orbite autour de l'étoile HIP 116454, une naine orange située à une distance d'environ 180 années-lumière (55 parsecs) du Soleil, dans la constellation zodiacale des Poissons.
L'exoplanète a été détectée par le télescope spatial américain Kepler en février 2014. Son existence a été confirmée par le spectrographe HARPS-N de l'observatoire du Roque de los Muchachos. Des transits de l'exoplanète ont également été détectés par le satellite canadien MOST. Sa découverte a été annoncée le 18 décembre 2014 par des communiqués de presse de la NASA et du Harvard-Smithsonian Center for Astrophysics. Un article paraîtra prochainement dans la revue The Astrophysical Journal.